# Torremocha de Jarama
Torremocha de Jarama är en kommun i Spanien. Den ligger i den autonoma regionen Madrid, i den centrala delen av landet, 50 km norr om huvudstaden Madrid. Antalet invånare är 1 132 (2024).